# A Day on the Planet
Pour plus de détails, voir Fiche technique et Distribution.
A Day on the Planet (きょうのできごと, Kyō no dekigoto) est un film japonais réalisé par Isao Yukisada, sorti en 2004.

## Synopsis
Un groupe d'amis se réunit chez l'un d'entre eux pour fêter son emménagement. Pendant la soirée, ils suivent en direct à la télévision l'histoire d'un homme coincé dans un mince espace entre deux immeubles, et celle d'une baleine échouée sur une plage proche.

## Fiche technique
- Titre : A Day on the Planet
- Titre original : きょうのできごと (Kyō no dekigoto?)
- Réalisation : Isao Yukisada
- Scénario : Shōichi Masuko et Isao Yukisada, d'après un roman de Tomoka Shibasaki[1]
- Production : Hilo Iizumi et Shunsuke Koga
- Musique : Hitomi Yaida
- Photographie : Jun Fukumoto
- Montage : Takeshi Imai
- Pays d'origine :  Japon
- Format : couleurs - 1,85:1 - Dolby Digital - 35 mm
- Genre : drame, romance
- Durée : 110 minutes[2]
- Dates de sortie :
  - Allemagne : 6 février 2004 (festival de Berlin[1])
  - Japon : 20 mars 2004 (sortie en salles[2])

## Distribution
- Rena Tanaka : Maki
- Satoshi Tsumabuki : Nakazawa
- Ayumi Itō : Kate
- Shūji Kashiwabara : Masamichi
- Chizuru Ikewaki : Chiyo
- Tarō Yamamoto : Yamada

## Distinctions
Sauf indication contraire, les informations mentionnées dans cette section peuvent être confirmées par la base de données cinématographiques IMDb,  présente dans la section « Liens externes ».

### Récompense
- 2004 : Prix du meilleur acteur pour Satoshi Tsumabuki, lors des Hochi Film Awards

### Sélection
- 2003 : En compétition lors du festival international du film de Tokyo